# Dihit
Dihit is een bestuurslaag in het regentschap Simeulue van de provincie Atjeh, Indonesië. Dihit telt 332 inwoners (volkstelling 2010).